# Montmaur-en-Diois
Montmaur-en-Diois település Franciaországban, Drôme megyében. Lakosainak száma 95 fő (2022. január 1.). Montmaur-en-Diois Solaure en Diois, Aurel, Barnave, Rimon-et-Savel és Saint-Roman községekkel határos.

## Népesség
A település népességének változása:
| Lakosok száma | 60   | 58   | 79   | 80   | 81   | 80   | 83   | 85   | 85   | 95   |
|               | 1968 | 1982 | 1990 | 2006 | 2013 | 2015 | 2017 | 2019 | 2020 | 2022 |